# Goniopteroloba carigodes
Goniopteroloba carigodes är en fjärilsart som beskrevs av Louis Beethoven Prout 1931. Goniopteroloba carigodes ingår i släktet Goniopteroloba och familjen mätare. Inga underarter finns listade i Catalogue of Life.